# 東村山市
東村山市（日语：／ Higashimurayama shi */?）為位于東京都多摩地區的城市。市區面積17.14km² 平方公里。施行市制于1964年4月1日。
往東京都特別區部的通勤率為29.3%（平成22年國勢調査）。

## 地理
位於武藏野台地中央、狹山丘陵東緣，市域大半平坦。江戶時代受惠於幕府老中松平伊豆守信綱挖掘的伊豆殿堀（野火止用水）與狹山丘陵的空堀川水源，農作興盛。

### 鄰接自治體
- 東 - 東久留米市、清瀨市
- 北 - 埼玉縣所澤市
- 西 - 東大和市
- 南 - 小平市

## 歷史
市域自舊石器時代就有人類活動。繩文時代遺跡有中期的笹塚遺跡與繩文後晩期的下宅部遺跡。古墳時代雖有後期聚落。但未發現古墳。
律令制下屬武藏國多摩郡。奈良、平安時代的遺跡有出土完整瓦塔（收藏於東京國立博物館）的東村山市No.2遺跡等。古代官道東山道武藏路通過此地。
平安後期，武藏七黨的村山黨於狹山丘陵活動。鎌倉時代，鎌倉街道上道的久米川宿繁榮發展，日蓮流放到佐渡島時也曾在該宿停留。鎌倉末期新田義貞率領的倒幕軍與幕軍在武藏野台地展開交戰，其中久米川之戰便發生於本市。之後，北條殘黨掀起中先代之亂對抗幕府滅亡後成立的建武新政。戰國時代，此地為後北條氏領地，在後北條氏整修川越街道後，鎌倉街道的重要性逐漸降低。
江戶時代，此地為幕府直轄領，進行武藏野台地的開拓。明治維新後，野口村、廻田村、久米川村、南秋津村各村劃入韮山縣，後劃入品川縣。1872年（明治5年），改屬神奈川縣多摩郡。1878年（明治11年），依據郡區町村編制法，多摩郡北部成立北多摩郡。1880年（明治13年），原屬埼玉縣入間郡的大岱村也劃入北多摩郡。
1889年4月1日，町村制施行，北多摩郡野口村、廻田村、大岱村、久米川村、南秋津村合併，因位於村山鄉東部而命名東村山村（ひがしむらやまむら）。
1942年4月1日，改制東村山町（ひがしむらやままち），是東京府內最早施行町制的鄰接自治體。
1964年4月1日，改制東村山市。1967年的新青梅街道、1973年的武藏野線通車，本市發展為東京的臥城。

## 產業

### 農業
- 市制以前，此地以旱田為主，是都內重要的番薯產地，也是養蠶與東京狹山茶（日语：東京狭山茶）的產地。現在主要產物有植木、苗木、梨等。

### 工業
- 山崎麵包東村山工場
- PoleStar（日语：ポールスタア）本社工場
- 日冷生物科技開發中心、東村山物流中心
- SUNFOOD-JAPAN（サンフードジャパン）東村山工場　（稻毛屋（日语：いなげや）子公司。乳製品製造）
- 保谷納豆（日语：保谷納豆）東村山工場
- 日機裝（日语：日機装）東村山製作所
- 新光東村山工場　（BEAMS本體企業工廠）

### 商業
商業區多在車站與鄰接住宅地的商店街，部分車站旁有大型商業店鋪。

### 超市、折扣店
西友
- 久米川店

伊藤洋華堂
- 東村山店

CO-OP東京
- 東村山站前店

AMAIKE（あまいけ）
- 久米川店
- 青葉町店
- 萩山店

稻毛屋
- 東村山市役所前店
- 東村山秋津店

OZAM
- 美住町店
- LARE（ラーレ）東村山店

SAEKI
- 秋津食品館

SUMMIT STORE
- 富士見町店

Big-A
- 東村山本町店
- 東村山青葉店

丸正
- 久米川八坂店

- LAWSON STORE 100（日语：ローソンストア100）久米川南口店
- J-mart（日语：Jマート）久米川店
- JAPAN MEAT（日语：ジャパンミート）東村山店

ESBI
- 久米川通店

### 本社位於市內的企業
- PoleStar（日语：ポールスタア）
- 銀河鐵道（日语：銀河鉄道 (バス会社)）
- Almedio（日语：アルメディオ）

## 人口
| 東村山市人口分布圖 |                                                 |  |
| 東村山市與日本全國年齡別人口分布比較圖 （2005年資料） | 東村山市的年齡、男女別人口分布圖 （2005年資料） |  |
| ■紫色是東村山市 ■綠色是全国 | ■藍色是男性 ■紅色是女性                         |  |
| 東村山市人口變化 \| 1970年 \| 96,545人 \| \| \| 1975年 \| 112,649人 \| \| \| 1980年 \| 119,363人 \| \| \| 1985年 \| 123,798人 \| \| \| 1990年 \| 134,002人 \| \| \| 1995年 \| 135,112人 \| \| \| 2000年 \| 142,290人 \| \| \| 2005年 \| 144,929人 \| \| \| 2010年 \| 153,557人 \| \| \| 2015年 \| 149,956人 \| \| \| 2020年 \| 151,815人 \| \| |                                                 |  |
| 資料來源：日本總務省統計中心提供之人口普查數據 |                                                 |  |
| 1970年 | 96,545人                                        |  |
| 1975年 | 112,649人                                       |  |
| 1980年 | 119,363人                                       |  |
| 1985年 | 123,798人                                       |  |
| 1990年 | 134,002人                                       |  |
| 1995年 | 135,112人                                       |  |
| 2000年 | 142,290人                                       |  |
| 2005年 | 144,929人                                       |  |
| 2010年 | 153,557人                                       |  |
| 2015年 | 149,956人                                       |  |
| 2020年 | 151,815人                                       |  |

### 日夜間人口
2005年夜間人口（居住者）為144,402人，日間人口為115,046人，僅夜間人口的0.797倍。市內往市外的通勤者有43,759人，市外往市內的通勤者僅18,471人，市內往市外的通學生有7,124人，市外往市內的通學生有3,056人。

## 行政

### 市長
- 渡部尚（わたなべ たかし）－第二任。無所屬（自由民主黨、公明黨推薦）

#### 歷代市長
- 小山林平
- 熊木令次
- 市川一男
- 細渕一男

### 市議會
- 議員席次：25　　現席：24
- 議長：肥沼茂男（自由民主黨市議團）
- 副議長：駒崎高行（公明黨）
- 議員任期：2011年5月1日～2015年月30日
- 黨派：（2015年1月6日）

- 自由民主黨市議團－6席
- 公明黨－6席
- 日本共產黨－4席
- 草根市民俱樂部－2席
- 民主、市民自治會－2席
- 新生保守會－1席
- 東村山生活者網路－1席
- 好好去改變！東村山－1席
- 未來－1席

### 廣域行政
- 多摩北部都市廣域行政圈協議會（日语：多摩北部都市広域行政圏協議会）
多摩地域東北部的西東京、小平、東久留米、清瀨與本市5市組成，互相利用設施或共同舉辦活動。通稱「多摩六都」。「六都」是源自田無、保谷兩市合併前的六自治體。西東京市內設有多摩六都科學館（日语：多摩六都科学館）。

- 東京都十一市競輪事業組合
八王子、武藏野、青梅、昭島、調布、町田、小金井、小平、日野、國分寺與本市等11市舉行京王閣競輪（日语：京王閣競輪場）。

- 東京都四市競艇事業組合（日语：東京都四市競艇事業組合）
小平、日野、國分寺與本市等4市舉行多摩川競艇場（日语：多摩川競艇）。

- 昭和醫院組合
清瀨、小金井、小平、西東京、東久留米、東大和、武藏村山與本市組成，共同經營小平市的公立昭和醫院（日语：公立昭和病院）。

## 市鎮交流

### 姐妹城市

#### 國內
- 柏崎市（新潟縣）

#### 海外
- 美国/密蘇里州／独立城

### 友好城市
- 中华人民共和国/江蘇省／蘇州市

## 國政、都政

### 國政
日本眾議院小選舉區中屬東京20區（東村山、東大和、清瀨、東久留米、武藏村山）。
- 第47回日本眾議院議員總選舉(2014年12月)
  - 木原誠二（自民）

### 都政
屬北多摩1區（東村山、東大和、武藏村山）。席次3名。
- 谷村孝彥（公明黨）
- 北久保真道（自由民主黨）
- 尾崎あや子（日本共產黨）

## 設施

### 消防（東京消防廳）
本署由第8方面本部管轄。消防為市町村的責任業務，但多摩地域大多數市町村委託東京消防廳執行消防業務。
- 東村山消防署 
  - 秋津出張所
  - 本町出張所

### 警察（警視廳）
東村山警察署（管轄本市與清瀨市）
- 八坂交番
- 廻田駐在所
- 久米川站前交番
- 久米川駐在所
- 東村山站前交番
- 秋津站前交番（所在地為清瀨市，但管區涵蓋部分東村山市）
- 青葉駐在所
- 秋津三丁目交番
- 萩山駐在所

### 水道（東京都水道局）
- 東村山淨水場（日语：東村山浄水場）

## 教育

### 小學校
市立
| - 化成小學校 - 回田小學校 - 大岱小學校 - 秋津小學校 - 八坂小學校 - 萩山小學校 - 南台小學校 - 久米川小學校 | - 東萩山小學校 - 青葉小學校 - 北山小學校 - 秋津東小學校 - 野火止小學校 - 久米川東小學校 - 富士見小學校 |

### 中學校
市立
- 東村山市立第一中學校
- 東村山市立第二中學校
- 東村山市立第三中學校
  - 萩山分校（東京都立萩山實務學校內）
- 東村山市立第四中學校
- 東村山市立第五中學校
- 東村山市立第六中學校
- 東村山市立第七中學校

私立
- 櫻華女學院中學校（日语：桜華女学院中学校・日体桜華高等学校）（※中高合設）
- 明治學院中學校（日语：明治学院中学校・明治学院東村山高等学校）（※中高合設）
- 明法中學校（日语：明法中学校・高等学校）（※中高合設）

### 高等學校
都立
- 東京都立東村山高等學校（日语：東京都立東村山高等学校）
- 東京都立東村山西高等學校（日语：東京都立東村山西高等学校）

私立
- 日體櫻華高等學校（日语：桜華女学院中学校・日体桜華高等学校）（※中高合設）
- 明治學院東村山高等學校（日语：明治学院中学校・明治学院東村山高等学校）（※中高合設）
- 明法高等學校（日语：明法中学校・高等学校）（※中高合設）

## 交通
無國道通過，但市內有多條主要地方道，為道路交通要地。
鐵路方面，中心站東村山站可搭乘西武鐵道多條路線。

### 鐵路

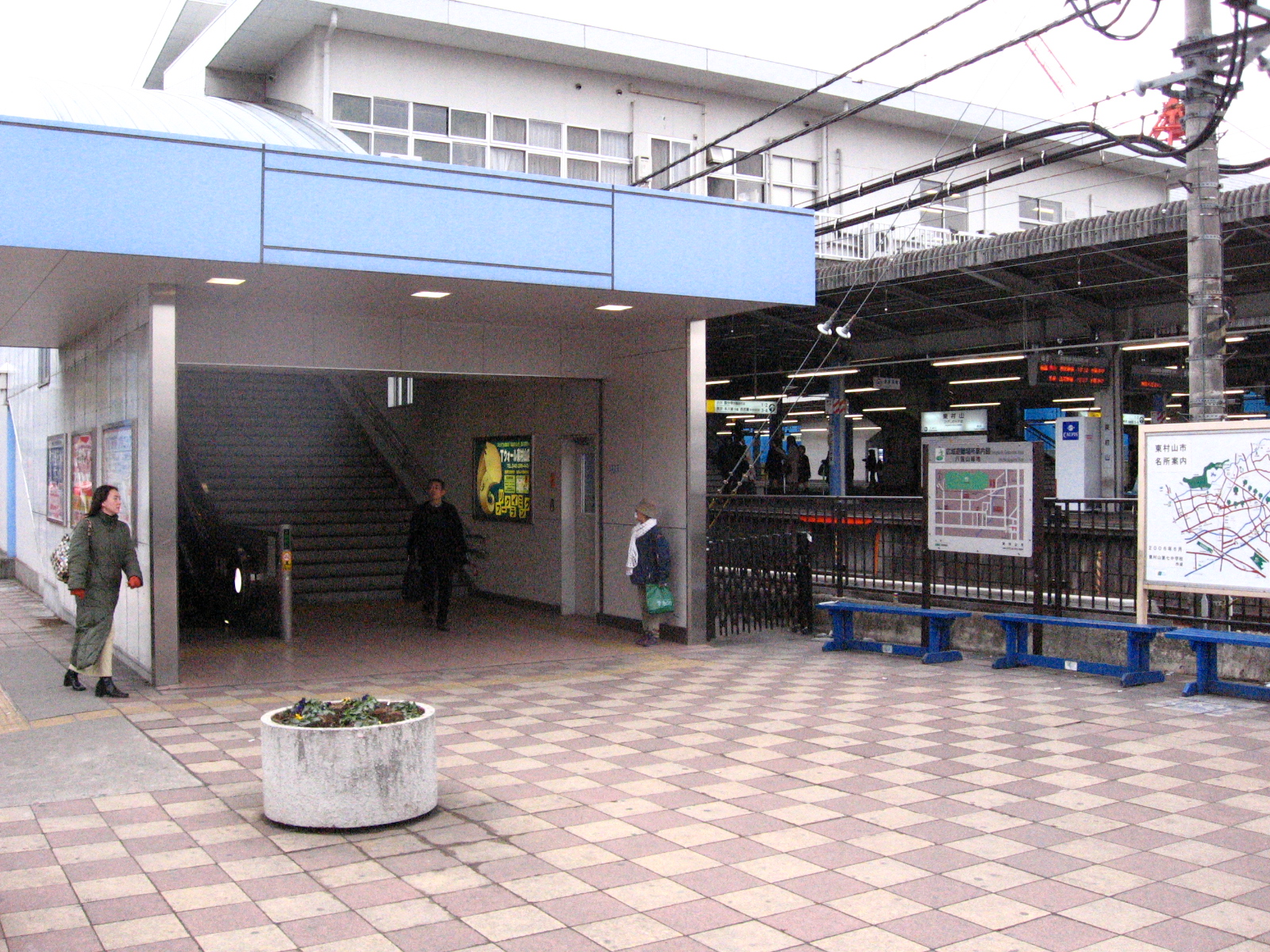
西武新宿線東村山站

西武鐵道
- 新宿線：東村山站 - 久米川站
- 拜島線：萩山站
- 國分寺線：東村山站
- 多摩湖線：萩山站 - 八坂站 - 武藏大和站 - 多摩湖站
- 池袋線：秋津站
- 西武園線：東村山站 - 西武園站
- 山口線：多摩湖站

東日本旅客鐵道（JR東日本）
- 武藏野線：新秋津站

除了上述車站，還可利用鄰近的小平站（小平市）、所澤站（埼玉縣所澤市）與小川站（小平市）。西武新宿線高田馬場站至東村山站最快22分，西武池袋線池袋站至秋津站最快23分（雲雀丘站轉乘急行）。

### 巴士
- 西武巴士

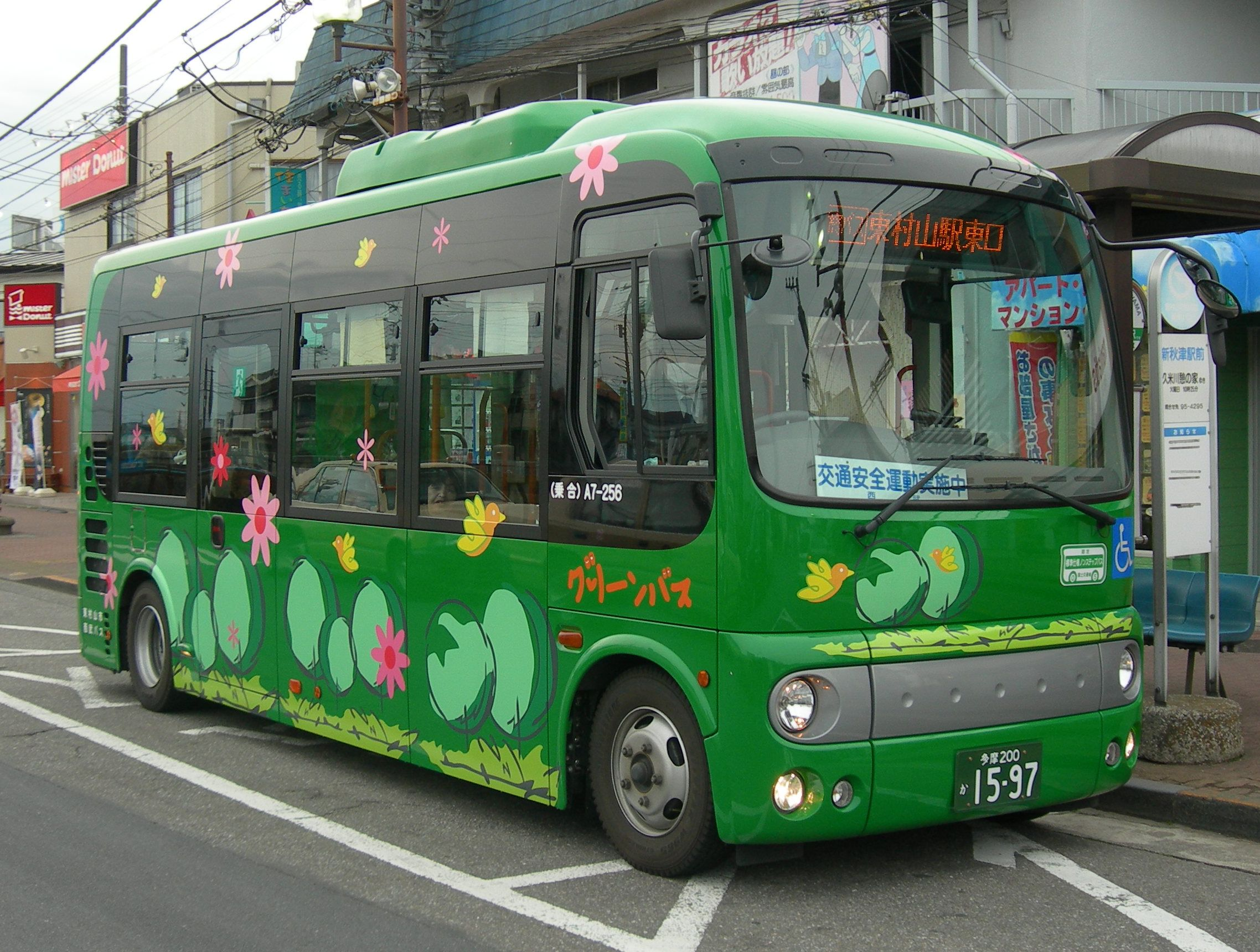
GREEN BUS（西武巴士）

  - 久米川站往恩多町、青葉町方向至清瀨站與新秋津站、所澤站，經八坂站往富士見町方向至東大和市站、立川站。
  - 東村山站往野口町、廻田町方向至東大和市站、立川站。
  - 沿東久留米市界野火止用水的清瀨站、花小金井站接駁路線。
  - 銀河鐵道（日语：銀河鉄道 (バス会社)）
  - 東村山站往恩多町、青葉町方向至柳泉園運動公園（柳泉園グランドパーク）（東久留米市）的循環路線。

- 社區巴士「GREEN BUS（日语：グリーンバス）」（西武巴士運行）
  - 皆從東村山站東口出發往新秋津方向、久米川町循環、諏訪町循環等3路線。

### 道路
都道府縣道
- 主要地方道
  - 東京都道4號東京所澤線（所澤街道）
  - 東京都道5號新宿青梅線（新青梅街道）
  - 東京都道16號立川所澤線（日语：東京都道・埼玉県道16号立川所沢線）（府中街道）
  - 東京都道17號所澤府中線（日语：埼玉県道・東京都道17号所沢府中線）（與府中街道、東京都道16號立川所澤線重複）
  - 東京都道40號埼玉東村山線（日语：埼玉県道・東京都道40号さいたま東村山線）（志木街道）

- 一般都道
  - 東京都道127號秋津停車場線（日语：東京都道127号秋津停車場線）
  - 東京都道128號東村山東大和線（日语：東京都道128号東村山東大和線）
  - 東京都道129號東村山東久留米線（日语：東京都道129号東村山東久留米線）
  - 東京都道226號東村山清瀨線（日语：東京都道226号東村山清瀬線）
  - 東京都道253號保谷狹山自然公園自行車道線（日语：東京都道253号保谷狭山自然公園自転車道線）（多摩湖自行車道）

## 觀光

### 景點古蹟

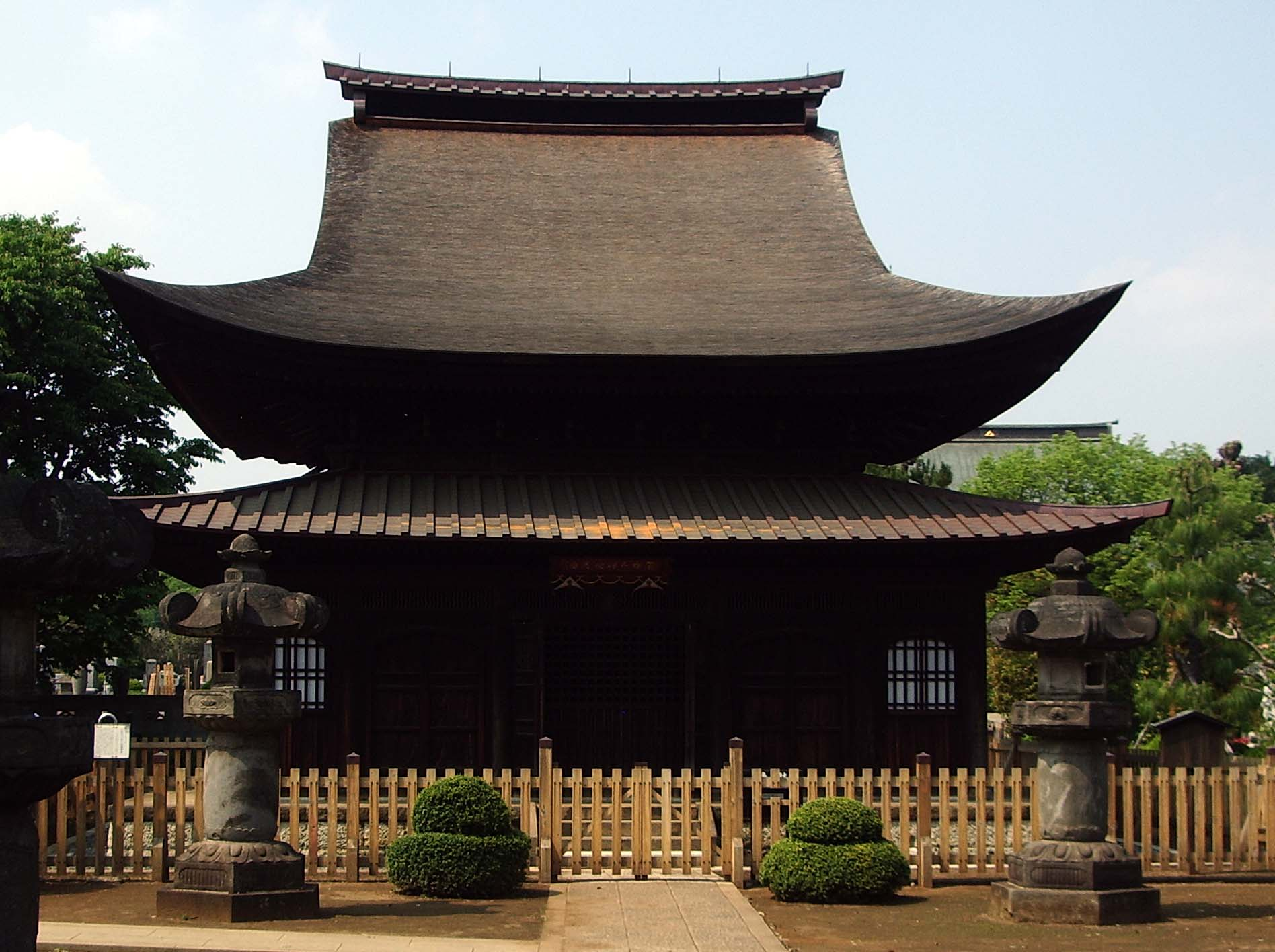
國寶正福寺千體地藏堂

- 正福寺（日语：正福寺 (東村山市)） - 千體地藏堂是多摩地區唯一的國寶建築物。
- 德藏寺、板碑保存館 - 收藏國家重要文化財「元弘板碑」。
- 野火止用水
- 小平靈園（日语：小平霊園）
- 北山公園（日语：北山公園 (東京都)）（民家園、菖蒲園）
- 狹山公園（多摩湖）
- 八國山綠地（日语：八国山緑地）
- 淵之森（日语：狭山丘陵）
- 賴肖爾紀念館
- 國立療養所多磨全生園（日语：国立療養所多磨全生園）
- 國立痲瘋病資料館（日语：国立ハンセン病資料館）
- 久米川古戰場（日语：久米川の戦い）
- 平和觀音
- 秋津神社（日语：秋津神社）
- 悲田處（日语：悲田処） - 傳聞位於市內。

### 祭典、活動
- 菖蒲祭（北山公園。每年6月第2個周六日）

## 知名人士
- 志村健
- 中谷美紀 - 女演員、歌手
- 淺見麗奈 - 藝人

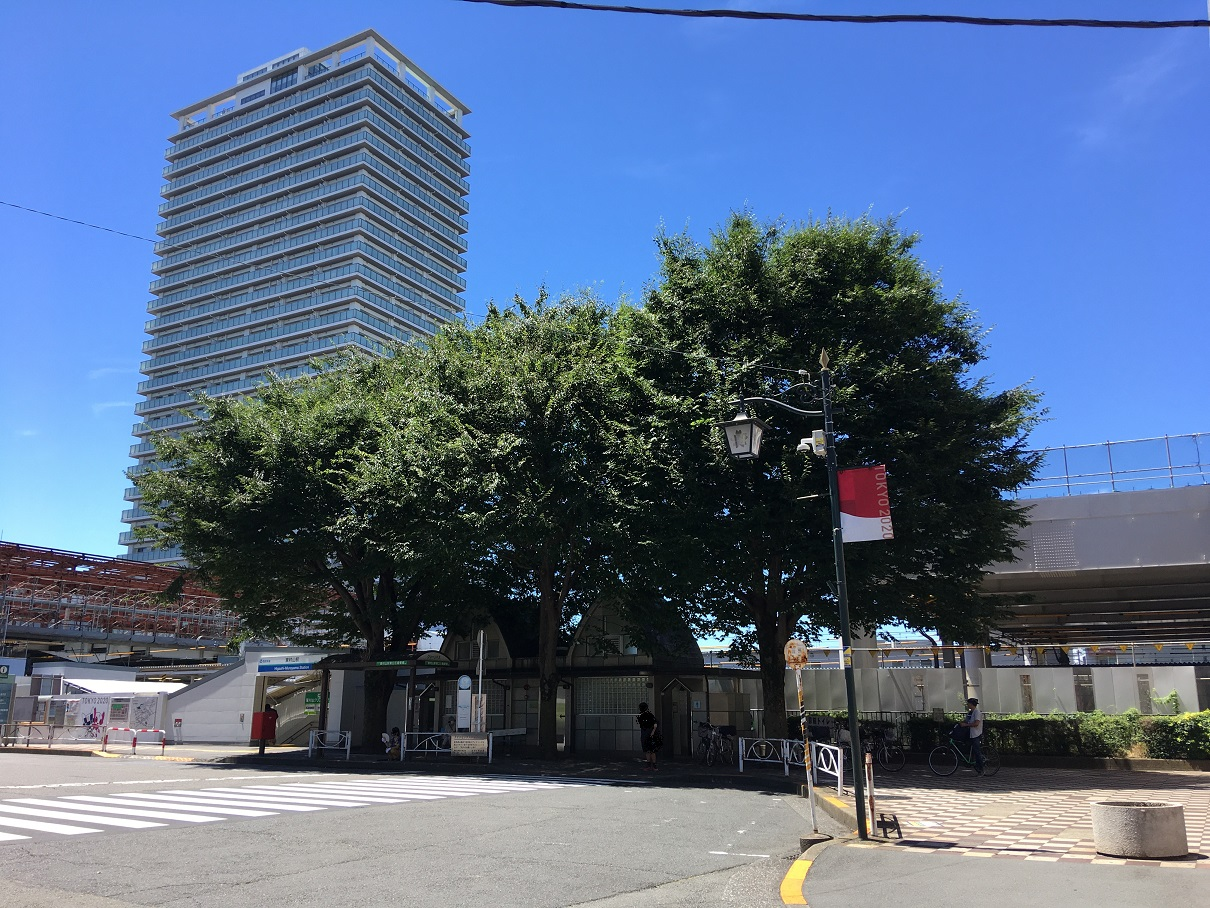
志村健之木

- 原田泰造 - 搞笑藝人，海王星成員（廣島縣廣島市出身，中學3年起住於本市）
- 鳥谷敬 - 職棒阪神虎內野手
- 佐藤翔治 - 羽毛球選手

## 外部連結
- 東村山市網站 （页面存档备份，存于）（日語）